# Ivy King
Ivy King (Rei da Hera em português) foi a maior bomba nuclear de fissão pura já testada pelos Estados Unidos. A bomba foi testada durante o governo Truman como parte da Operação Ivy. Esta série de testes envolveu o desenvolvimento de armas nucleares muito poderosas em resposta ao programa de armas nucleares da União Soviética.
Era para ter inicialmente seu fosso de urânio e plutônio, mas foi substituído por um fosso de 60 kg de puro urânio altamente enriquecido, o designer da bomba foi o físico Ted Taylor. Seu nome é king (Rei) por que kiloton (em português quiloton) também começa com K, sendo quilotons referência de bombas atômicas, forma um trocadilho de rei do quiloton (rei das bombas atômicas).
A produção de Ivy King foi apressada para ficar pronta caso seu projeto irmão, Ivy Mike, falhasse em sua tentativa de conseguir uma reação termonuclear. O teste de Ivy King realmente ocorreu duas semanas após o teste de Mike. Ao contrário da bomba de Mike, o dispositivo Ivy King poderia teoricamente ter sido adicionado ao arsenal nuclear dos Estados Unidos, porque foi projetado para ser entregue no ar.

## Detonação
Em 16 de novembro de 1952, às 11h30, horário local (23h30 GMT), um bombardeiro B-36H lançou a bomba sobre um ponto a 2,000 ft (610 m) ao norte da Ilha Runit no atol Enewetak, resultando em uma explosão de cerca de 540 quilotons a 1,480 ft (450 m). A altura da tropopausa no momento da detonação era de cerca de 58,000 ft (18 km). O topo da nuvem King atingiu cerca de 74,000 ft (23 km) com a base do cogumelo a cerca de 40,000 ft (12 km).
A bomba Ivy King, designada como bomba Mk-18 e denominada "Super Oralloy Bomb", era uma versão modificada da bomba Mk-6D. Em vez de usar um sistema de implosão semelhante ao Mk-6D, utilizou-se um sistema de implosão de 92 pontos desenvolvido inicialmente para o Mk-13. Seu núcleo de urânio - plutônio foi substituído por 60 kg de urânio altamente enriquecido (HEU) moldado em uma esfera de paredes finas equivalente a aproximadamente quatro massas críticas. A esfera de paredes finas era um projeto comumente usado, o que garantia que o material físsil permanecesse subcrítico até implodir. A esfera HEU foi então encerrada em um tamper de urânio natural. Para evitar fisicamente que a esfera HEU entrasse em colapso em uma condição crítica se os explosivos ao redor fossem detonados acidentalmente, ou se a esfera fosse esmagada após um acidente de avião, o centro oco foi preenchido com uma corrente feita de alumínio e boro, que foi puxada para armar a bomba. A cadeia revestida de boro também absorveu os nêutrons necessários para conduzir a reação nuclear. 